# Porsche 597

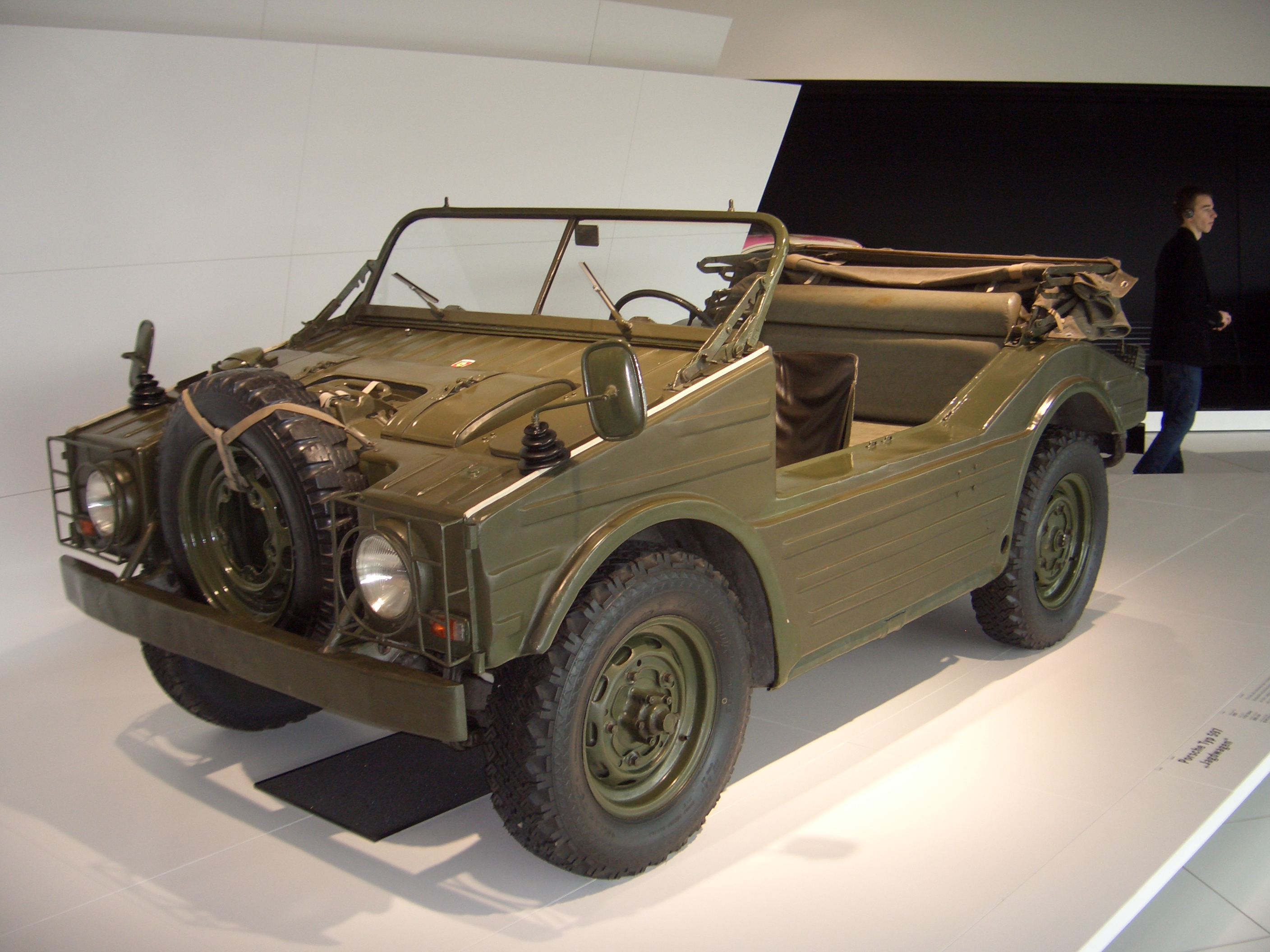
Porsche 597

Porsche 597 Jagdwagen är ett terrängfordon från Porsche. Modellen togs fram som terrängfordon för den västtyska försvarsmakten Bundeswehr och var Porsches första fyrhjulsdrivna fordon.
Modellen togs fram för Bundeswehr men aldrig i serieproduktion, bland annat var modellen för dyr att tillverka och Porsche kunde inte leverera fordonen och reservdelar i tillräcklig snabb takt. Istället gick försvarsordern till Auto Union och deras DKW Munga. Porsche 597 kom dock att tillverkas i 70 exemplar varav 49 för den civila marknaden (1955-1958).
Porsche 597 drevs av en fyrcylindrig luftkyld boxermotor som tagits från Porsche 356.